# پلینفیلد (ماساچوست)
پلینفیلد، ماساچوست
پلینفیلد(به انگلیسی: Plainfield) شهرکی در شهرستان همشایر ایالت ماساچوست می‌باشد که در سال ۱۸۰۷ بنیان‌گذاری شده‌است. این شهرک در سرشماری سال ۲۰۱۰ میلادی، ۶۴۸ نفر جمعیت داشته‌است.